# Lycée français international Samuel Beckett
Le Lycée français international Samuel Beckett est un établissement d'enseignement français à l'étranger situé à Dublin en Irlande. Il est conventionné de l'Agence pour l'enseignement français à l'étranger.
Fondé en 1967, il offre un enseignement de la petite section à la terminale.

## Situation
Le Lycée français international Samuel Beckett se situe sur deux sites. L’école maternelles et élémentaires se situe à Foxrock. Le collège et le lycée se situe à Clonskeagh, partagent le campus avec l’école germano-irlandaise de St. Kilian’s.

## Projet éducatif
L'enseignement est entièrement basé sur le programme officiel français. La mission initiale du Lycée français international Samuel Beckett est de fournir une scolarisation aux élèves francophones qui résident en permanence ou de manière temporaire en Irlande. Un programme de famille d’accueil est également proposé pour les classes du lycée. 
Son projet éducatif bilingue attire aujourd’hui des élèves de nombreuses nationalités. De plus, autre signe de cette ouverture européenne, un programme spécifique de séjours d’études a été mis en place ces dernières années. Il concerne chaque année des élèves de collèges et lycées de France, d’Espagne, et d’autres pays européens qui sont "élèves-hôtes" au lycée pour une ou plusieurs années scolaires. Ils séjournent en familles d’accueil et préparent une certification en anglais (Cambridge en général) tout en poursuivant leur cursus d’études.
Cette évolution se développe à travers les partenariats éducatifs que le Lycée français international Samuel Beckett a noué sur ses deux sites, en maternelle et élémentaire à Foxrock avec l’école irlandaise de Hollypark, et pour le secondaire à Clonskeagh avec le lycée allemand St. Kilian's au sein de l'Eurocampus.